# Ivan Tolj
Ivan Tolj (Blatnica, Čitluk, 17. siječnja 1954.) je hrvatski pjesnik. Studirao je na Teološkom, Pravnom i Filozofskom fakultetu u Zagrebu. Od 1993. načelnik Političke uprave u MO RH. Umirovljeni general i glavni urednik lista Hrvatski vojnik. Nosio je visoke političke dužnosti u Hrvatskoj demokratskoj zajednici i bio zastupnik u Drugom sazivu Hrvatskog sabora.

## Djela
- Otočanka (pjesme, 1980.)
- Biokovski bal (pjesme, 1983.)
- Kozmopolitska jesen (pjesme, 1983.)
- Slavenske zime (pjesme, 1987.)
- Anima Creatorum (pjesme, 1990.)
- Križnice (pjesme, 1991.)
- Drinske elegije (pjesme, 1992.)
- Drinske elegije (izabrane pjesme, 1994.)

Neka njegova djela u svojoj je antologiji Żywe źródła iz 1996. s hrvatskog na poljski prevela poljska književnica i prevoditeljica Łucja Danielewska.
Knjige:
- Za Hrvatsku (MORH, 1992.)